# Katzengraben-Presse
Katzengraben-Presse ist ein bibliophiler deutschsprachiger Verlag mit Sitz in Berlin-Köpenick.

## Geschichte
Der Verlag wurde von dem Schriftsetzer und Grafiker Christian Ewald (* 30. November 1949 in Weimar) gegründet; zunächst noch mit Ralf Liersch als Kompagnon, der für die Buchbindungen zuständig war. Das erste Buch, das vom Verlag herausgegeben wurde, war zugleich das letzte Buch der DDR: Ostberliner Treppengespräche von Jan Silberschuh mit Illustrationen von Hans Ticha. Es wurde in einer Auflage von 999 Stück herausgebracht und am 2. Oktober 1990, um 23:59 Uhr, ausgeliefert. Mit der Deutschen Wiedervereinigung am 3. Oktober 1990 endete die Existenz der DDR.
Seither werden in der Katzengraben-Presse jährlich zwei Werke – im Frühjahr und im Herbst – in limitierter Auflage verlegt (jeweils 999 Exemplare, die ersten 99 davon als Vorzugsausgabe). Seit 1990 erscheinen darüber hinaus in regelmäßigen Abständen die Unikat-Editionen in einer Auflage von 14 Exemplaren, grafisch aufwendig hergestellte und handgeschriebene Buchausgaben. 2013 wurde der Verlag auf der Mainzer Minipressen-Messe für hervorragende Leistungen um das schöne Buch mit dem Victor Otto Stomps-Preis der Stadt Mainz ausgezeichnet.

## Auszeichnungen
- 1990: Preis der „Stiftung Buchkunst“ für Ost-Berliner Treppengespräche als „eines der schönsten deutschen Bücher 1990“.
- 1992: Die Zeppelin-Edition von Heinrich Eduard Jacob wurde anlässlich des „Premio Internazionale Felice Feliciano“ (Per la storia, l’arte e la qualita del libro) in Verona als „eines der 20 schönsten Bücher der Welt“ (1991–1992) mit dem 3. Preis (Terzo edizione) bewertet.
- 1995: Hauptpreis im „Cartoon-Wettbewerb Faber-Castell“.
- 2011: Gewinn des Wettbewerbs der Anna-Amalia-Bibliothek Weimar mit Goethe in Ehringsdorf
- 2013: Victor Otto Stomps-Preis der Landeshauptstadt Mainz (Hauptpreis)
- 2013: Gewinn des Wettbewerbs der Anna-Amalia-Bibliothek Weimar mit Shakespeares Koffer
- 2017: Gewinn des Wettbewerbs der Anna-Amalia-Bibliothek Weimar mit ...mit Absicht: Buch - Buch...als Zuversicht

## Ausstellungen
- 2015: »e-wald«. Buchkunstwerke der Berliner Katzengraben-Presse seit 1990, Gutenberg-Museum, Mainz.[1]